# Thomas A. Tomlinson
Thomas Ash Tomlinson (* März 1802 in New York City; † 18. Juni 1872 in Keeseville, Clinton County, New York) war ein US-amerikanischer Rechtsanwalt, Offizier und Politiker.

## Werdegang
Thomas Ash Tomlinson besuchte die Schulen in Champlain und Plattsburgh (New York). Er studierte Jura, bekam seine Zulassung als Anwalt und fing dann 1823 in Keeseville an zu praktizieren. Darüber hinaus war er als Fabrikbesitzer und Grundstücksspekulant tätig. Ferner diente er in der Miliz, wo er den Dienstgrad eines Colonels bekleidete.
Tomlinson war in den Jahren 1835 und 1836 Mitglied in der New York State Assembly. Er wurde als Whig im 13. Kongresswahlbezirk New Yorks in den 27. US-Kongress gewählt, wo er zwischen dem 4. März 1841 und dem 3. März 1843 tätig war. Nach Ablauf seiner Amtszeit kehrte er zu seiner Tätigkeit als Anwalt zurück und ging ebenfalls dem Immobilienhandel nach. Er kandidierte 1859 erfolglos um einen Sitz im US-Senat.
Tomlinson starb 1872 in Keeseville und wurde auf dem Evergreen Cemetery beigesetzt.